# Sujodolsk
Sujodolsk (del ruso: Суходольск) es un posiólok del raión de Azov del óblast de Rostov del suroeste de Rusia. Se halla en la tierra entre el río Kagalnik y el Don, al sur de Bataisk. Su población en 2010 era de 767 habitantes.
Pertenece al municipio de Samárskoye.

## Educación
La localidad cuenta con una escuela (60 let Oktiabria).